# Ginetta G60-LT-P1
Ginetta G60-LT-P1 — гоночный автомобиль, представленный в 2018 году на 24 часах Ле-Мана.

## Описание
4 января 2017 года Ginetta анонсировала новое шасси LMP1, спроектированное Адрианом Рейнардом и Паоло Катоне. Впервые автомобиль был представлен на выставке Autosport International 2018.
Изначально Ginetta G60-LT-P1 разрабатывался с использованием вычислительной гидродинамики (CFD). Модель автомобиля, на 50% состоящая из стадии разработки, также совершила несколько прогонов в аэродинамической трубе Williams Advanced Engineering, первые прогоны были проведены в июне 2017 года. Первоначально ожидалось, что автомобиль пройдёт свои первые испытания в сентябре 2017 года, однако это произошло только 19 января 2018 года в аэропорту Лидс-Ист. 
Перед сезоном 2018—2019 FIA WEC автомобиль также тестировался на трассах Снеттертон и Моторленд Арагон.

## Технические характеристики
Ginetta G60-LT-P1 оснащён 2,4-литровым турбодвигателем AER P60B/C V6 производства Garrett Motorsport или же 3,4-литровым турбодвигателем Mecachrome V634P1 95º V6 мощностью 485 кВт (650 л. с.) в паре с семиступенчатой трансмиссией X-Trac.

## Галерея

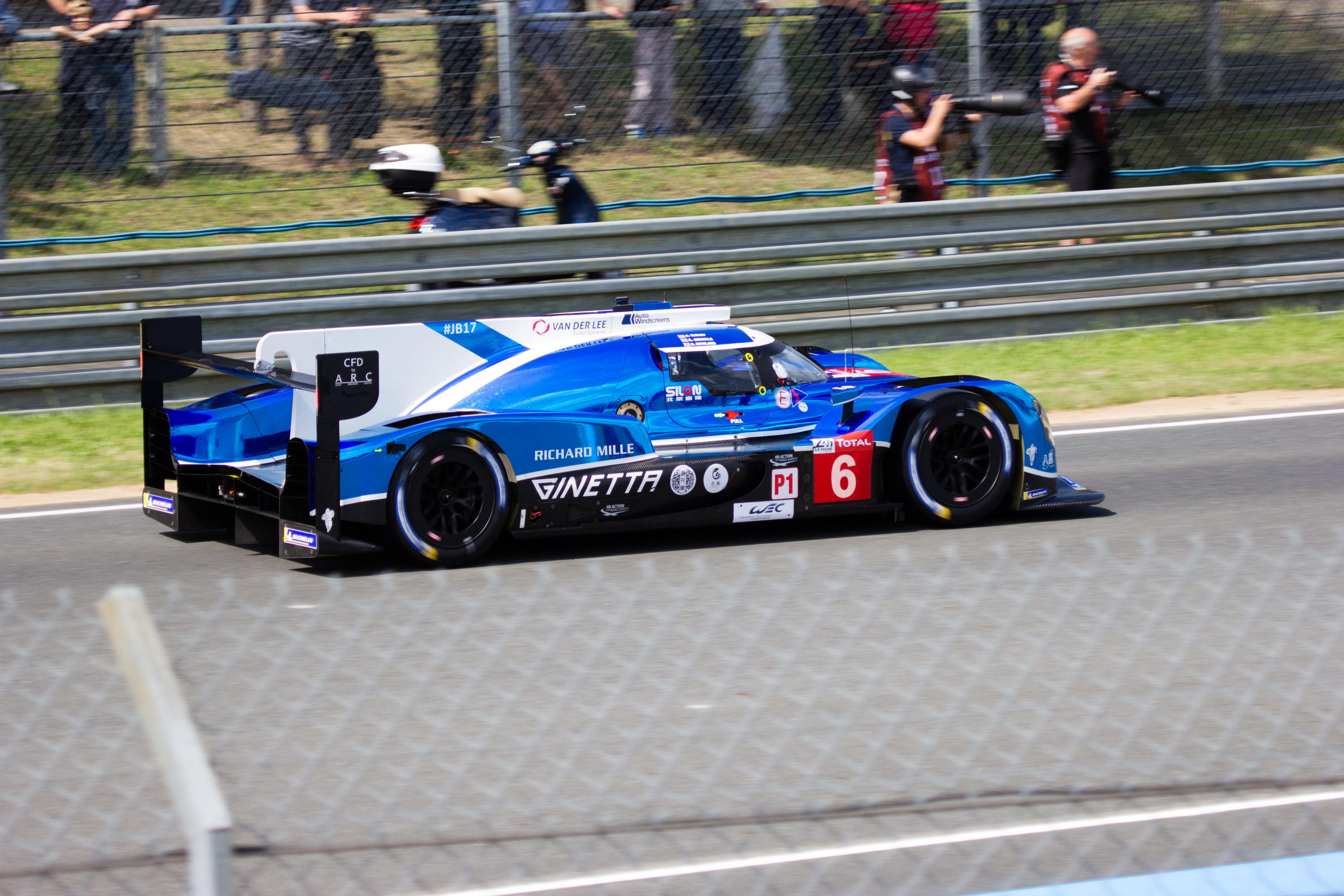
Ginetta G60-LT-P1-Mecachrome
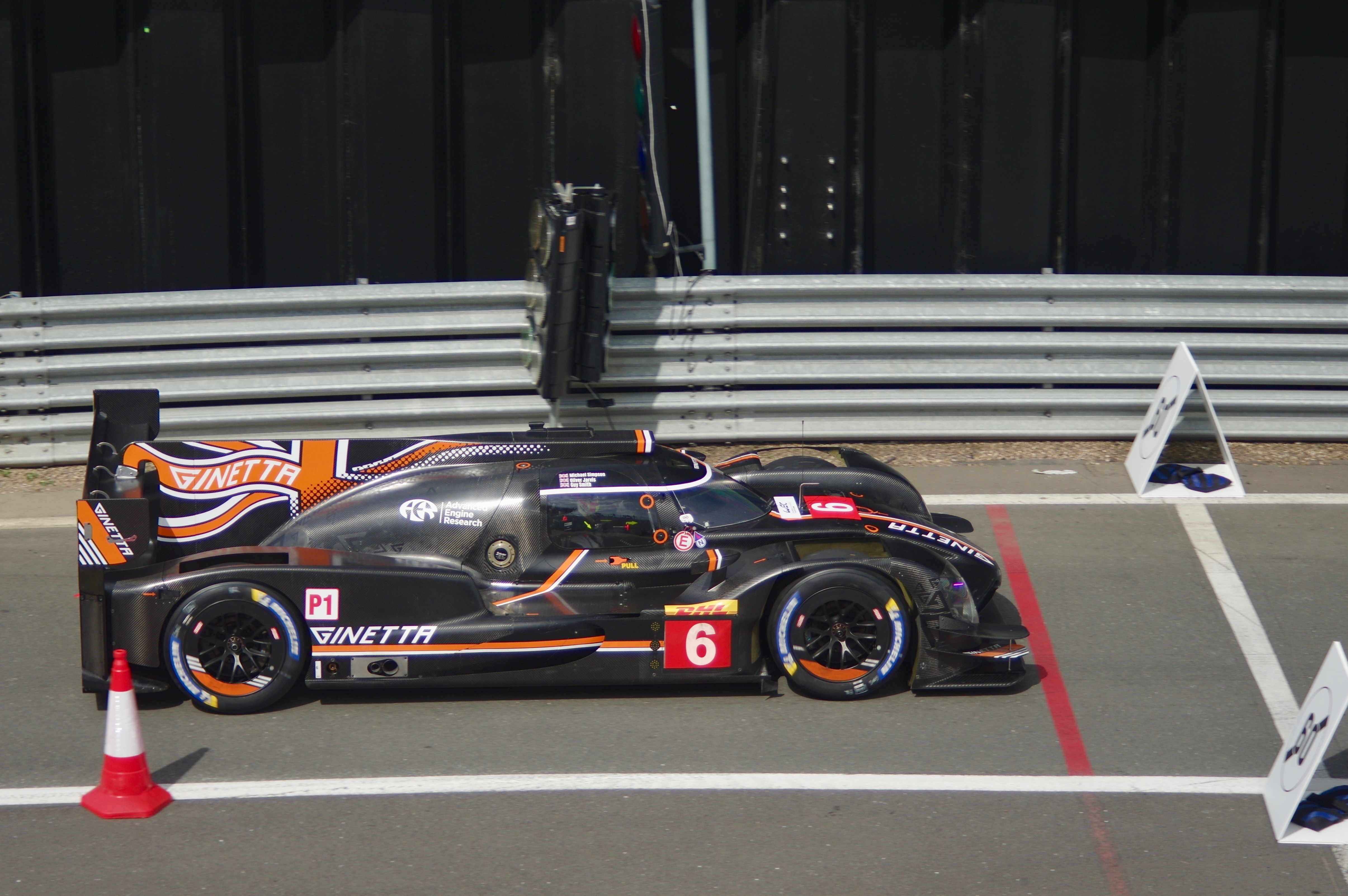
Ginetta G60-LT-P1-AER